# Джон Гамільтон-Гордон
Джон Гамільтон-Гордон, 7-й граф Абердин і 1-й маркіз Абердин і Темер (англ. John Hamilton-Gordon, 1st Marquess of Aberdeen and Temair; 3 серпня 1847, Единбург, Шотландія — 7 березня 1934, Тарланд, Шотландія) — політик, віце-король Ірландії, Лорд Лейтенант Ірландії (англ. Lord Lieutenant of Ireland) в р. 1886 і в роках 1905—1915 і 7-й Генерал-губернатор Канади.